# Anaxyrus debilis
Anaxyrus debilis es una especie de anfibios de la familia Bufonidae nativo de Estados Unidos, en los estados de Arizona, Nuevo México, Colorado, Kansas y Texas, así como al norte de México, en los estados de Tamaulipas, San Luis Potosí, Durango y Zacatecas.

## Subespecies
Las referencias describen dos subespecies, pero no hay consenso sobre si pueden considerarse especie por sí mismas o no.
- Bufo debilis debilis
- Bufo debilis insidior